# Steffi Schmid
Stefanie „Steffi“ Schmid (* 24. September 2005 in Rottweil) ist eine deutsche Fußballspielerin, die seit Sommer 2025 dem FC Carl Zeiss Jena angehört. Zudem war sie jahrelang als Tennisspielerin aktiv, 2016 wurde sie Deutsche Meisterin.

## Sportliche Laufbahn

### Tennis
Schmids sportlicher Fokus lag zunächst beim Tennis. 2016 wurde sie in Essen im Rahmen des vom Deutschen Tennis Bund ausgetragenen Talent-Cups Deutsche Meisterin in der Altersklasse U11. Bei den Bezirksmeisterschaften des Württembergischen Tennis-Bundes im Jahr 2022 wurde sie Zweite, im selben Jahr gewann sie mit dem Team des Albertus-Magnus-Gymnasiums die baden-württembergische Schulmeisterschaft.
Ihr Heimatverein ist der TC Blau-Weiß Rottweil 1897, bei dem sie zeitweilig auch Jugendwärterin war.

### Fußball

#### Vereine
Bereits seit ihrer Kindheit war Schmid auch fußballerisch aktiv, seit 2009 gehörte sie dem FC Dietingen an. 2019 wechselte sie zum TSV Frommern in die Juniorinnen-Oberliga. Im Sommer 2021 wechselte sie zum VfL Sindelfingen, für dessen Nachwuchs sie in der sich anschließenden Saison zwanzig Spiele in der Süd-Staffel der B-Juniorinnen-Bundesliga absolvierte. kam. Darüber hinaus wurde sie in neun Spielen der Frauenmannschaft in der viertklassigen Oberliga Baden-Württemberg eingesetzt.
Von 2022 bis 2024 gehörte sie dem in Herrenberg ansässigen VfL Herrenberg an. In der ersten Saison bestritt sie 21 Spiele in der drittklassigen Regionalliga Süd, nach dem zwischenzeitlichen Abstieg dann 19 Spiele in der Oberliga Baden-Württemberg, in denen ihr ein Tor gelang.
Zur Saison 2024/25 wurde sie von RB Leipzig verpflichtet, für dessen Zweitvertretung sie zunächst an den ersten beiden Spieltagen in der drittklassigen Regionalliga Nordost zum Einsatz kam. Für das Pokalspiel gegen den 1. FC Union Berlin am 8. September 2024 rückte sie erstmals in den Kader des Bundesligateams; bei der 0:1-Niederlage wurde sie in der 69. Minute für Victoria Krug eingewechselt. Ihr Bundesligadebüt folgte fünf Tage später bei der 2:6-Auswärtsniederlage gegen den FC Bayern München mit Einwechslung für Lydia Andrade in der 65. Minute.
Zur Saison 2025/26 schloss sie sich dem FC Carl Zeiss Jena an.

#### Auswahlmannschaft
Schmid nahm für den Württembergischen Fußballverband im Jahr 2019 am DFB-Länderpokal in der Altersklasse U14 teil. An der Sportschule Wedau in Duisburg kam sie in vier Spielen zum Einsatz und gewann mit ihrer Mannschaft den Wettbewerb.

## Persönliches
Zuletzt besuchte sie das Albertus-Magnus-Gymnasium in ihrer Geburtsstadt Rottweil, an dem sie 2023 das Abitur ablegte. Zum Wintersemester 2024/25 nahm sie ein Studium im Fach Sportwissenschaft an der Universität Leipzig auf.